# Dubravica (Serbien)
Dubravica (serbisch-kyrillisch Дубравица) ist ein Dorf in Serbien. Es befindet sich im Verwaltungsbezirk Braničevo in der Gemeinde Požarevac. Laut Volkszählung von 2002 leben 1225 Einwohner in Dubravica (1991: 1521 Einwohner).

## Geografische Lage

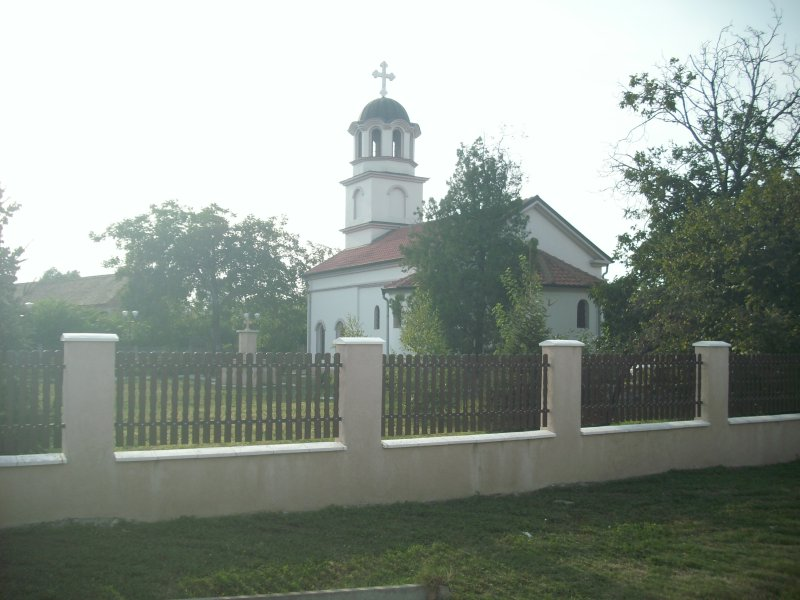
Die Kirche in Dubravica, Serbien

Dubravica befindet sich im zentralserbischen Bezirk Braničevo, etwa 80 km südlich von Belgrad (50 km Luftlinie) und etwa 12 km von der nächstgrößeren Stadt Požarevac entfernt. Dieser Bezirk erstreckt sich über den Nordostteil von Serbien. In der Nähe zu Dubravica befinden sich die Flüsse Donau, Morava und Mlava.

## Demografie
In Dubravica leben 983 erwachsene bzw. volljährige Personen Das Durchschnittsalter ist 43,1 Jahre (42,2 für Männer und 43,9 für Frauen). Das Dorf hat 343 Haushalte, und die durchschnittliche Zahl der Haushaltsmitglieder ist 3,57.
Dubravica ist weitgehend von Serben besiedelt. Anhand der letzten Volkszählungen ist eine Abnahme der Bevölkerungszahl seit Ende des Zweiten Weltkriegs zu beobachten.

## Kultur

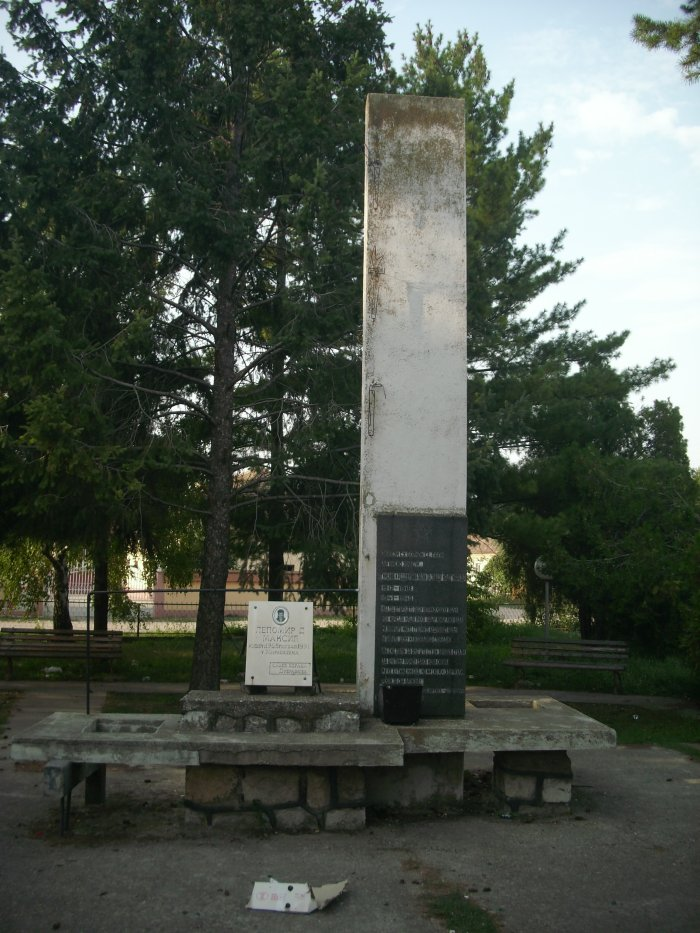
Totale der Gedenkstele in Dubravica, Serbien

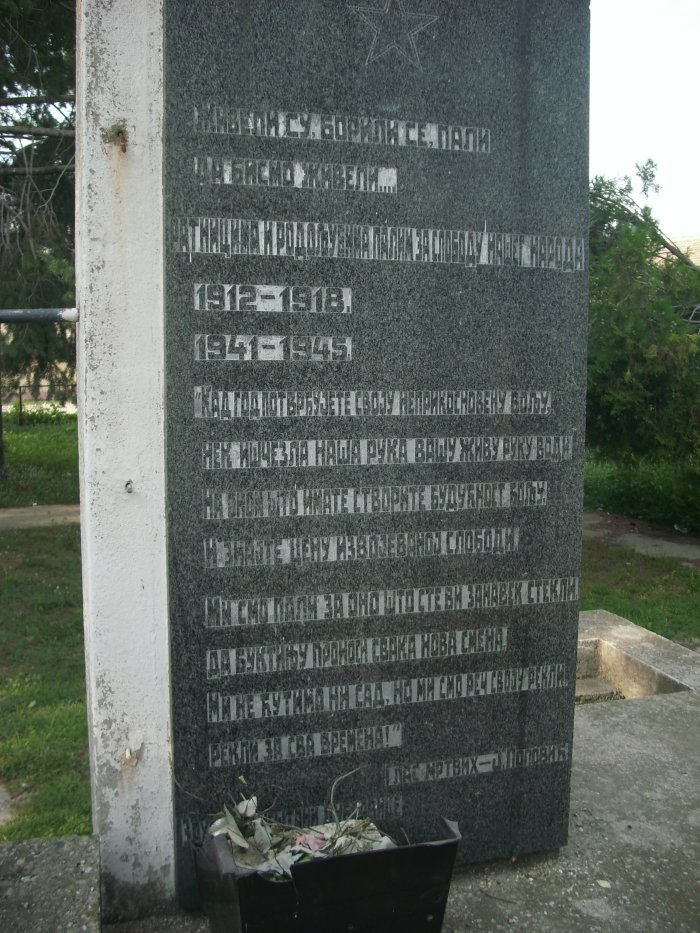
Detail der Gedenkstele in Dubravica, Serbien

- Gedenkstele am zentralen Platz in Dubravica zum Gedenken für die Opfer der Balkankriege 1912/13, des Ersten Weltkriegs 1914–1918 (zusammengefasst: 1912–1918) und des Zweiten Weltkriegs 1941–1945 (Beginn des Partisanenkampfes in Jugoslawien)
- In der Nähe von Dubravica ("Orasje") findet derzeit eine Ausgrabung statt, bei der bisher antike Mauerreste freigelegt wurden. Anhand antiker Quellen konnten Wissenschaftler das aurelianische Municipium Margum in diesem Gebiet lokalisieren. Erste Ausgrabungen zwischen 1947 und 1949 und eine zweite Ausgrabungskampagne von 1989 und 1990 bestätigten diese Annahme. Seit 2004 finden systematische Ausgrabungen statt, die von dem Nationalmuseum Pozarevac durchgeführt werden. Margum stellt zusammen mit der trajanischen Kolonie Ratiaria (Arcar in der Moesia Superior) die einzigen Beispiele für Städtegründungen des rechten Donauufers dar, in deren unmittelbarer Nähe sich kein Legionslager befand.

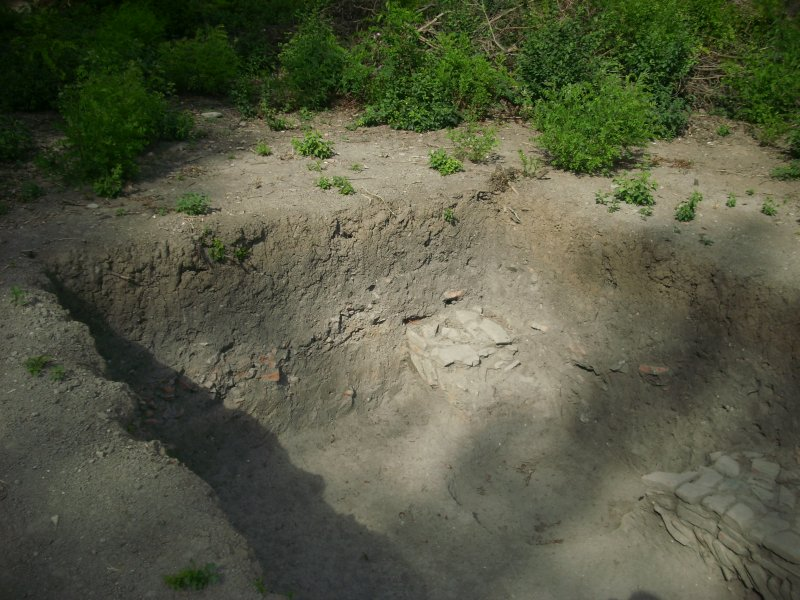
Detailaufnahme der Ausgrabung in der Nähe von Dubravica, Serbien (Orasje)

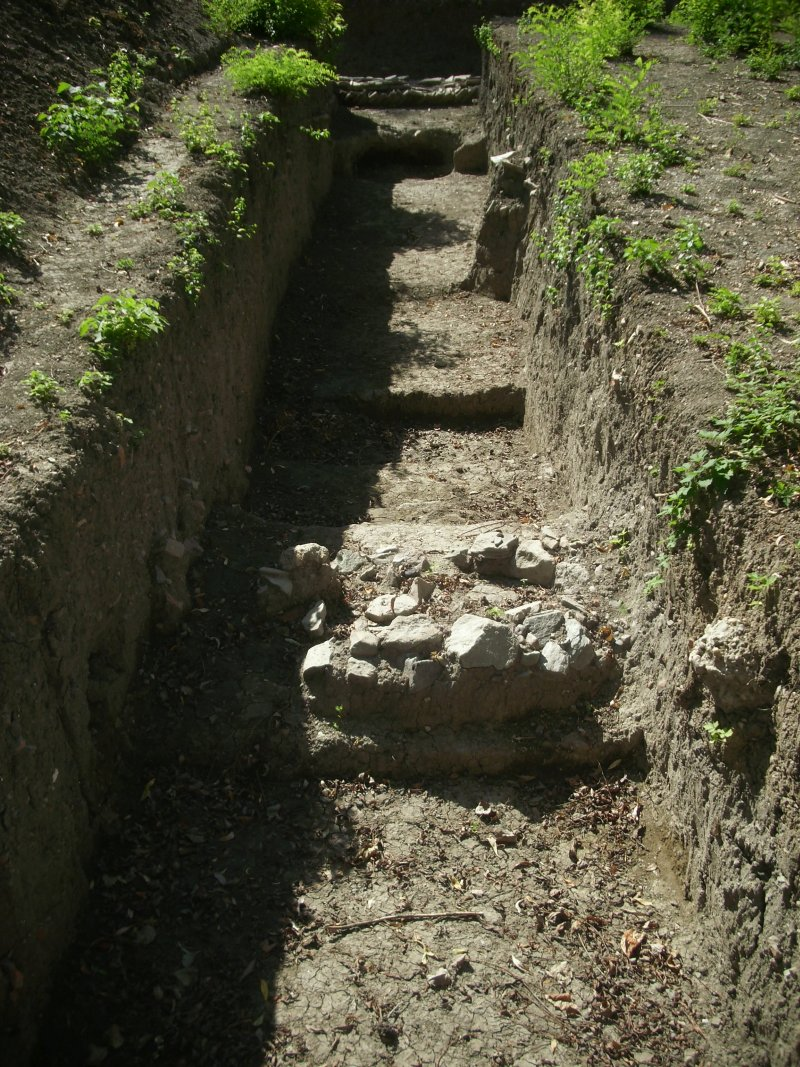
Margum Ausgrabung 2011 (8)

- Im Oktober 2011 wurden in dem Ausgrabungsgebiet geomagnetische Untersuchungen vorgenommen und deren Ergebnisse in der serbischen Fachzeitschrift für Altertum, Geschichte und Archäologie, Starinar veröffentlicht.[2]